# Atelopus elegans
Atelopus elegans (tên tiếng Anh là Rana Jambato Del Pacífico) là một loài cóc thuộc họ Bufonidae.
Loài này có ở Colombia và Ecuador.
Môi trường sống tự nhiên của chúng là rừng ẩm vùng đất thấp nhiệt đới hoặc cận nhiệt đới, vùng núi ẩm nhiệt đới hoặc cận nhiệt đới, và sông ngòi.
Chúng hiện đang bị đe dọa vì mất nơi sống.

## Hình ảnh

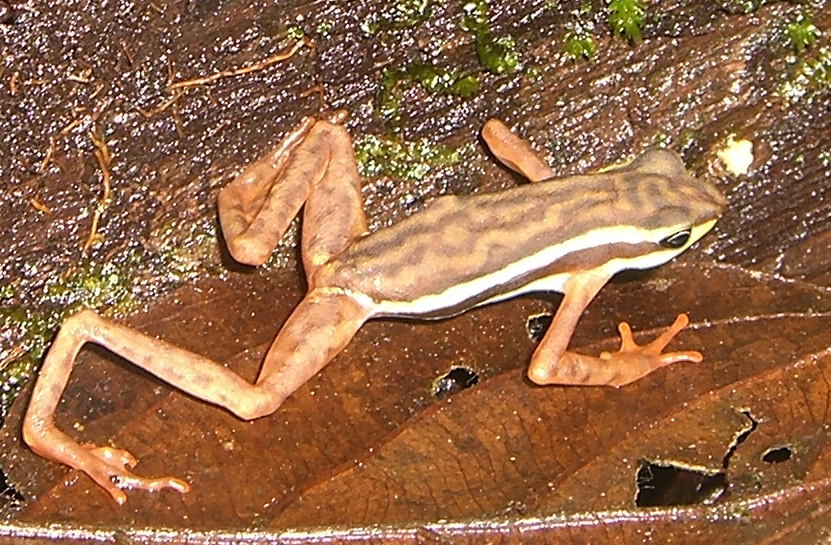